# 臺南臺地
臺南臺地為臺南市的一橢圓形台地，南北長約12公里，東西長約4公里，其北界為鹽水溪，南臨二仁溪，自永康鹽行附近逐漸隆起，於仁德虎山附近下降，中部海拔高度大致25至30公尺，其地勢為東陡西緩，東側為陡崖與大灣低地相接，西側為緩坡降低至安平平原，中部至主稜西側有數座小丘與溪流流經，坡度小地勢較平坦。其位於嘉南平原南緣、大臺南市西南隅（舊市區東部），涵蓋的行政區包括臺南市永康區、仁德區、東區、中西區、南區、北區。

## 介紹

### 形成

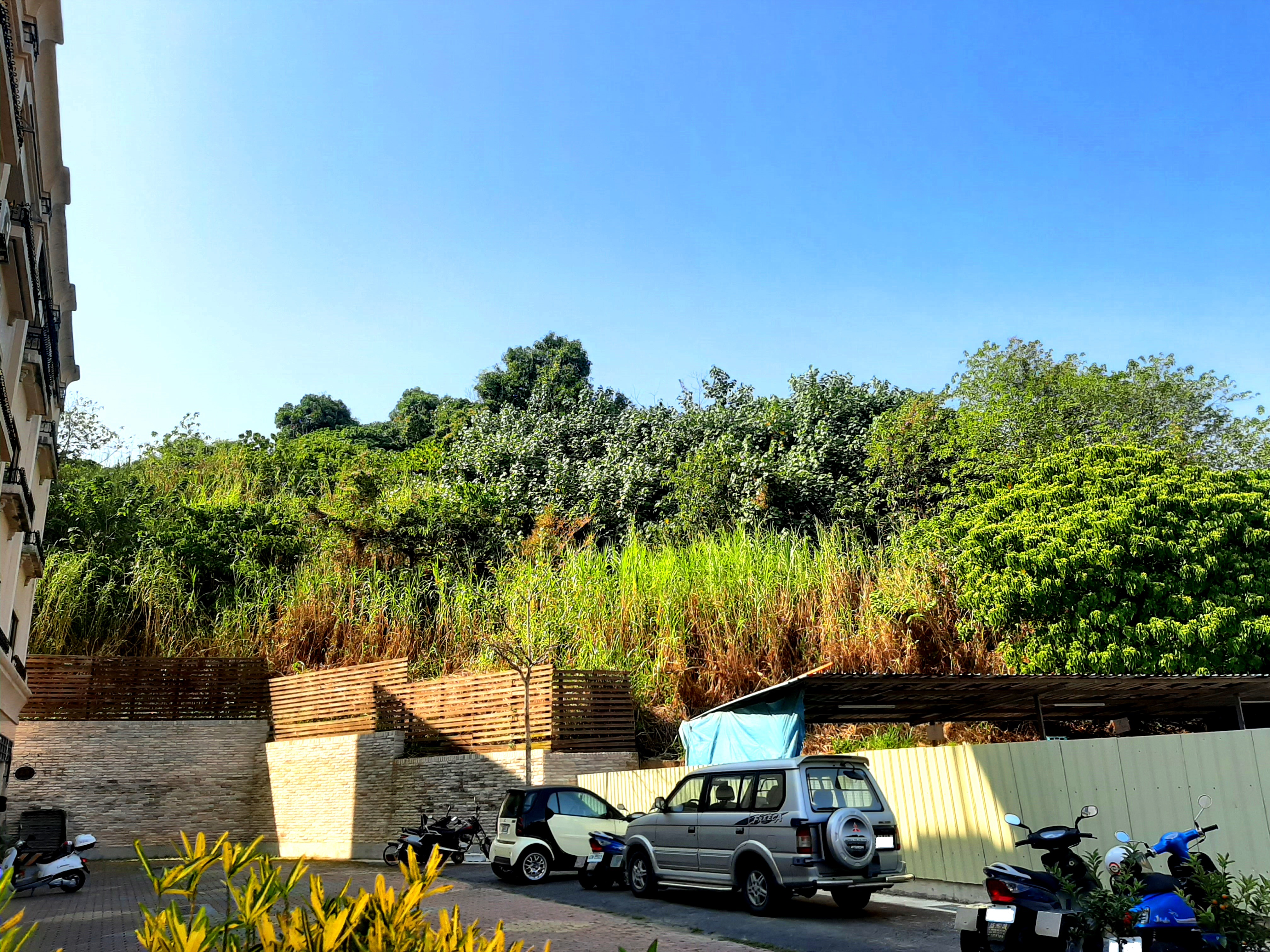
此為臺南臺地的陡崖，拍攝於永康復華二街巷尾，上方為永康第一公墓，由一旁建物可見其地勢落差

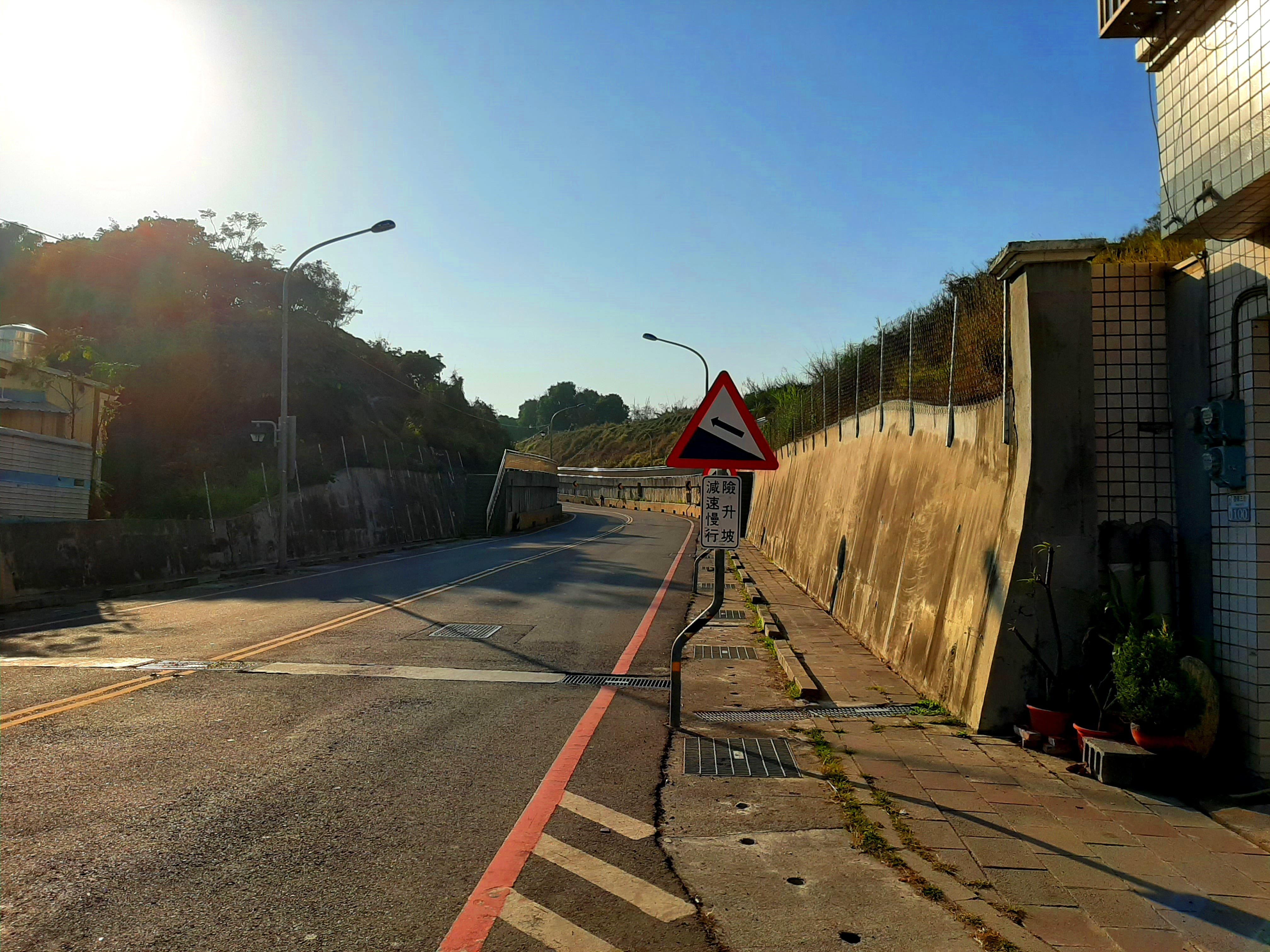
永康復華三街於臺地陡崖處開闢的新路段，上方為永康第一公墓，可見其地勢落差之大

根據林朝棨教授的研究，約於地質年代第四紀，受台南時階造山期影響，後甲里斷層運動頻繁，將原本沉於臺江內海中之陸地不等量隆起形成古臺南島，分隔出大灣海峽與臺江內海，後因造山運動結束，後甲里斷層運動緩和，但每年仍以零點多公分上升，又因海退與淤積陸地浮現，海峽消失，大灣地區形成「鯽魚潭」，樣貌已大致成形。臺南臺地西部的民族路一帶因受德慶溪與福安坑溪切川穿有府城七丘（或稱鳳凰七丘）的景觀。東側為臺地的主稜線，虎尾寮、永康西南側一帶高低落差明顯，永康網寮更是臺地的最高點，約海拔40公尺。雖被稱為「臺地」，但實際海拔未達一百公尺。

### 現況
臺南臺地在戰後幾乎完全開發。臺地上方丘陵因都市開發大多遭到削平，或任意挖填，植被消失，發源於臺地上的溪流多加蓋或成為水泥化排水溝，上列所見景觀大多成為追憶。西側因臺南市都市發展快速，已無法看出原始樣貌，只能以道路起伏推測地勢的改變。東側道路開闢、建築密度提高，原本臺南台地與大灣低地的分界線已逐漸模糊，又因於臺地東側下方興建中山高速公路，任意挖取臺地東側崁頭山（虎尾寮至仁德一帶）土方作為路基，導致泉水斷流、生態消失、遺址破壞，三爺宮溪遂成為排水溝。僅存永康第一公墓以及仁德西北側一帶破壞較小，在其下方或附近可看到些許地形崖變化。

## 水文
臺南臺地為許多溪流的發源地，且臺地地下水水量豐沛，常於較低處流出泉水或形成湧泉。發源於臺地東側坑谷中之泉水流向大灣，匯入鯽魚潭，鯽魚潭消失後，泉水仍不斷流出形成鯽魚潭溪，即今三爺宮溪前身。在永康復興里一帶的臺地主稜上，泉水於凹地湧出，形成天然湖泊，為今永康公園內蓮花池。臺地中部的凹陷地帶多因湧泉形成水塘，部分水塘內水向外流出，沿低處流入海中，形成多條流向四面八方的溪流，如柴頭港溪（發源自東區東寧運動公園內水塘）、竹溪（發源自東區巴克禮公園內夢湖）、德慶溪（發源自大學里一帶）、福安坑溪（發源於小南門一帶）。除了夢湖部分保留，其餘多已加蓋，埋入地下。

## 相關歷史

### 文獻記載
臺灣歷史文獻上記載了當時位於臺地上可見之景觀或地名，分別為
- 鯽潭霽月：「鯽魚潭」又名「東湖」，位於現今大灣地區、臺地東側，範圍狹長廣大，因潭內多鯽魚而得名，周圍先民以漁撈、灌溉為主，因而出現「網寮」等地名。清領時期常在此祈雨，又有「龍潭」之稱，由於景色優美、特宜賞月，在清代臺灣八景中有「鯽潭霽月」之名。但潭水已不見，大灣低地即為原鯽魚潭淤積之潭底。

- 半月沉江：台地在市區內略呈半月形狀，府城因海岸平直的限制，非圓形，為半圓，故稱「半月城」，遠觀有如半璧滿月斜插入臺江內海，因謂之「半月沈江」。

- 府城七丘：在臺灣府城內有七座小山丘突起，分別為：鷲嶺、崙仔頂、山川臺、山仔尾、赤崁、尖山、覆鼎金，因溪流流經，所產生之溪谷相對使臺地更顯高陡，其高度大約6～20公尺不等，為臺地西部之相對高點。
- 遠眺臺江：為清代台灣八景之「安平晚渡」「沙鯤漁火」「澄台觀海」等景觀和稱，因府城地勢較高，可於城內遠眺臺江內海美景，但後期因內海淤積陸浮，這些景觀也跟著消失，「半月城」亦不再沉江。
- 哈赫拿爾森林：位於竹溪沿岸，東區大林一帶，在荷治時期由荷蘭人發現並且命名。
- 二王崙：位於永康中山南路砲校對面，相傳鄭經於此墜馬逝世，當地居民在此地上建二王廟，而落馬之地上接連的山崙（臺地東側）被稱為「二王崙」。

### 文化遺址
於臺地一帶發現許多文化遺址，大多與蔦松文化或牛稠子文化有關
- 蔦松文化：分佈於臺地東北部緩坡，遺址有永康「蔦松遺址」、「大潭遺址」等。[7]
- 牛稠子文化：分佈於臺地東南部，遺址有永康「網寮遺址」[4]、仁德「牛稠子遺址」等。